# Violetta Villas
Violetta Villas (în pl. nume real: Czesława Maria Gospodarek; n. 10 iunie 1938, Heusy, Belgia - d. 5 decembrie 2011, Lewin Kłodzki, Polonia) a fost o cântăreață, actriță poloneză de film și teatru, compozitoare. A cântat în: poloneză, engleză, franceză, germană, italiană, rusă, spaniolă și portugheză. Vorbea fluent franceza și rusa.

## Discografie

### Albume de studio
- 1962 — Rendez-vous with Violetta Villas
- 1966 — Violetta Villas
- 1967 — Violetta Villas
- 1968 — For you my darling
- 1968 — About Love…
- 1977 — There is no love without jealousy
- 1985 — Las Vegas
- 1986 — Violetta Villas
- 1992 — The most beautiful Christmas carols
- 1996 — Daddy 2
- 1997 — Christmas carols
- 1997 — Villas sings Christmas carols
- 2001 — When Jesus Christus was born…
- 2001 — Violetta Villas
- 2001 — There is no love without jealousy
- 2001 — For you my darling
- 2003 — Valentine hits
- 2004 — Christmas carols from heart
- 2008 — To comfort the heart and warmth the soul
- 2009 — The most beautiful Christmas carols

| - 1980 — Old hits - 1987 — The greatest hits - 1992 — For you my darling - 1992 — The best of - 1995 — Violetta Villas — gold hits - 1996 — Gold hits - 1996 — Only to you - 1997 — I am what i am - 1998 — Platinum collection - 2000 — Gold hits - 2003 — To you, mother - 2003 — Magic memories - 2009 — From the Polish Radio archive - 2010 — 40 Violetta Villas songs | - 1962 — «Do you like to dance?» - 1964 — «There is a time for love» - 1964 — «Forty chesnut-trees» - 1964 — «Recalling Masuria» - 1965 — «Mamma» - 1965 — «I will travel to you» - 1965 — «To you, mother» - 1968 — «It’s raining in Zakopane» - 1970 — «I returned to you» - 1972 — «There is no love without jealousy» |

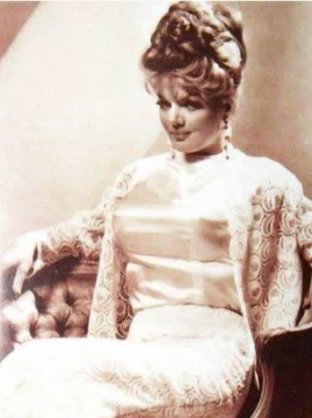
Violetta Villas în Las Vegas (1967)

### Muzică
Melodii:
- 1961 — «I don’t believe you»
- 1961 — «Such a frost»
- 1961 — «I don’t make it»
- 1961 — «For you my darling»
- 1961 — «Red Marianna»
- 1961 — «Secret»
- 1962 — «Get married, Johny!»
- 1962 — «Cuckoo clock»
- 1962 — «It speak maracas»
- 1962 — «Look straight into my eyes»
- 1962 — «When Allah goes»
- 1962 — «Ali alo»
- 1963 — «Fan»
- 1964 — «To you, mother»
- 1964 — «Joseph»
- 1964 — «The love begins with a smile»
- 1964 — «There is a time for love»
- 1964 — «Is not»
- 1978 — «For mum»
- 1986 — «Mundial’86»
- 1987 — «The pine from my dream»
- 1987 — «Take me from Barcelona»
- 1987 — «Everywhere you go»
- 1987 — «The wild woman»